# Burgos-BH/2022
Deze pagina geeft een overzicht van de Burgos-BH-wielerploeg in 2022.

## Algemene gegevens
Teammanager: Julio Andres Izquierdo
Ploegleiders: Rubén Pérez, Alexis Gandia, Damien Garcia, David Cantera Asorey
Fietsmerk: BH

## Renners
| Naam                     | Geboortedatum | Nationaliteit | Ploeg 2021                |
| ------------------------ | ------------- | ------------- | ------------------------- |
| Mario Aparicio           | 23-04-2000    | Spanje        |                           |
| Jetse Bol                | 08-09-1989    | Nederland     |                           |
| Óscar Cabedo             | 12-11-1994    | Spanje        |                           |
| José Manuel Díaz *       | 18-01-1995    | Spanje        | Gazprom-RusVelo           |
| André Domingues          | 14-12-2001    | Portugal      | Efapel                    |
| Jesús Ezquerra           | 30-11-1990    | Spanje        |                           |
| Ángel Fuentes            | 05-11-1996    | Spanje        |                           |
| Victor Langellotti       | 07-06-1995    | Monaco        |                           |
| Juan Antonio López-Cózar | 20-08-1994    | Spanje        |                           |
| Ángel Madrazo            | 30-06-1988    | Spanje        |                           |
| Alex Molenaar            | 13-07-1999    | Nederland     |                           |
| Adrià Moreno             | 19-08-1991    | Spanje        | Team Vorarlberg Santic    |
| Gabriel Muller           | 04-12-1985    | Frankrijk     |                           |
| Daniel Navarro           | 18-07-1983    | Spanje        |                           |
| Ander Okamika            | 02-04-1993    | Spanje        |                           |
| Felipe Orts              | 01-04-1995    | Spanje        |                           |
| Óscar Pelegrí            | 30-05-1994    | Spanje        | Electro Hiper Europa      |
| Manuel Peñalver          | 10-12-1998    | Spanje        |                           |
| Mihkel Räim              | 03-07-1993    | Estland       | HRE Mazowsze Serce Polski |
| Diego Rubio              | 13-06-1991    | Spanje        |                           |
| Pelayo Sanchez           | 27-03-2000    | Spanje        |                           |

*vanaf 3/6

### Stagiairs
Per 1 augustus 2022
| Naam                   | Geboortedatum | Nationaliteit | Vorige ploeg     |
| ---------------------- | ------------- | ------------- | ---------------- |
| Miguel Ángel Fernández | 21-03-1997    | Spanje        | Global 6 Cycling |
| Alejandro Franco       | 26-09-2001    | Spanje        |                  |
| José María Martin      | 04-02-2001    | Spanje        |                  |

### Vertrokken
| Naam               | Geboortedatum | Nationaliteit | Ploeg 2022                           |
| ------------------ | ------------- | ------------- | ------------------------------------ |
| Edwin Ávila        | 21-11-1989    | Colombia      | ?                                    |
| Carlos Canal       | 28-06-2001    | Spanje        | Euskaltel-Euskadi                    |
| Isaac Cantón       | 13-06-1996    | Spanje        | Manuela Fundación Continental        |
| Juan Felipe Osorio | 30-01-1995    | Colombia      | Equipe Continental Orgullo Paisa     |
| Willie Smit        | 29-12-1992    | Zuid-Afrika   | China Glory Continental Cycling Team |
| Jaume Sureda       | 25-07-1996    | Spanje        | Gestopt                              |

## Overwinningen
Nationale kampioenschappen wielrennen
Estland - wegrit: Mihkel Räim
Ronde van Alentejo
Jongerenklassement: Pelayo Sanchez
Ronde van Portugal
8e etappe: Victor Langellotti
Ronde van Langkawi
8e etappe: Alex Molenaar
Alpecin-Deceuninck · B&B Hotels-KTM · Bardiani-CSF-Faizanè  · Bingoal Pauwels Sauces WB · Burgos-BH · Caja Rural-Seguros RGA · Drone Hopper-Androni Giocattoli · EOLO-Kometa · Equipo Kern Pharma · Euskaltel-Euskadi · Gazprom-RusVelo · Human Powered Health · Sport Vlaanderen-Baloise · Arkéa-Samsic · Team Novo Nordisk · Team TotalEnergies · Uno-X Pro Cycling Team
2006 · 2007 · 2008 · 2009 · 2010 · 2011 · 2012 · 2013 · 2014· 2015· 2016· 2017· 2018· 2019· 2020· 2021 · 2022 · 2023 · 2024 · 2025